# Головашівка (Богодухівський район)
Голова́шівка — село в Золочівській громаді Богодухівського району Харківської області України. Населення становить 41 особу.

## Географія
Село Головашівка знаходиться за 2 км від річки Уди (лівий берег), поряд з селом протікає пересихаючий струмок з загатою, примикає до села Чепелі, на відстані 2 км розташоване село Феськи. За 2 км знаходиться залізнична станція Чепелине. Східна і північна частини села раніше були селами Коробки, Микільське та Филоненки.

## Історія
У 1998 році до складу Головашівки приєднали села: Коробки, Микільське і Филоненки.
12 червня 2020 року, розпорядженням Кабінету Міністрів України № 725-р «Про визначення адміністративних центрів та затвердження територій територіальних громад Харківської області», увійшло до складу Золочівської селищної громади.
19 липня 2020 року, в результаті адміністративно-територіальної реформи та ліквідації Золочівського району, село увійшло до складу Богодухівського району.

## Урбаноніми
| Назва урбаноніма     | Короткі відомості про урбанонім | Координати (початок-кінець) | Зображення |
| -------------------- | ------------------------------- | --------------------------- | ---------- |
| вулиця Гамсархурдіа  |                                 |                             |            |
| вулиця Головашівська |                                 |                             |            |
| вулиця Лейве         |                                 |                             |            |
| вулиця Филоненки     |                                 |                             |            |